# Michel Béguelin
Michel Béguelin (Boudry, 1º agosto 1936) è un politico e sindacalista svizzero. È stato deputato del Canton Vaud al Consiglio nazionale dal 1987 al 1997 e al Consiglio degli Stati dal 1999 al 2007.

## Biografia
Michel Béguelin nacque a Boudry, nel Canton Neuchâtel, il 1 agosto 1936. Originario di Tramelan, nel Canton Berna, suo padre era impiegato delle Ferrovie Federali (CFF). Dopo gli studi a Palézieux e Losanna, svolse un periodo di apprendistato presso le ferrovie svizzere.
Nel 1978, dopo una specifica formazione sull'attività da sindacalista, divenne segretario del Sindacato del trasporto pubblico (SEV) e nel 1980, fu nominato caporedattore di Cheminot.
Nel 1987, fu candidato dal PS per uno dei posti di direzione delle Poste svizzere (PTT), in sostituzione del suo collega di partito Guido Nobel, ma la candidatura non venne accolta.
All'età di 32 anni, divenne presidente dell'Unione sindacale di Losanna mentre, come membro del Partito Socialista Svizzero, fece parte del comitato direttivo nazionale dal 1985 al 1991.
Venne eletto al Consiglio nazionale dal 1987 al 1999, in rappresentanza del Canton Vaud. Nel 1994 e 1995, è stato presidente della Commissione dei trasporti e delle telecomunicazioni (CTT).
Il 7 novembre 1999 venne eletto al Consiglio degli Stati al secondo turno di scrutinio, con soli 23 voti di vantaggio sul liberale uscente Éric Rochat. A causa dell'esiguo margine di vittoria, fu effettuato un riconteggio dei voti, ma la sua elezione venne confermata. Fu eletto nuovamente il 23 ottobre 2003, al primo turno di scrutinio, con quasi 3.000 voti di vantaggio sulla liberale Isabelle Moret. Durante il mandato, presiedette anche la Commissione delle finanze (CdF) e la Commissione dei trasporti e delle telecomunicazioni (CTT).
Nel 2007 decise di non ripresentarsi alle elezioni.
È sposato con la consigliera nazionale socialista Marlyse Dormond Béguelin.